# Вальне (Польща)
Вальне (пол. Walne) — село в Польщі, у гміні Новинка Августівського повіту Підляського воєводства.
Населення — 101 особа (2011).
У 1975-1998 роках село належало до Сувальського воєводства.

## Демографія
Демографічна структура станом на 31 березня 2011 року:
|          | Загалом | Допрацездатний вік | Працездатний вік | Постпрацездатний вік |
| -------- | ------- | ------------------ | ---------------- | -------------------- |
| Чоловіки | 49      | 11                 | 28               | 10                   |
| Жінки    | 52      | 7                  | 30               | 15                   |
| Разом    | 101     | 18                 | 58               | 25                   |